# Urbanismo

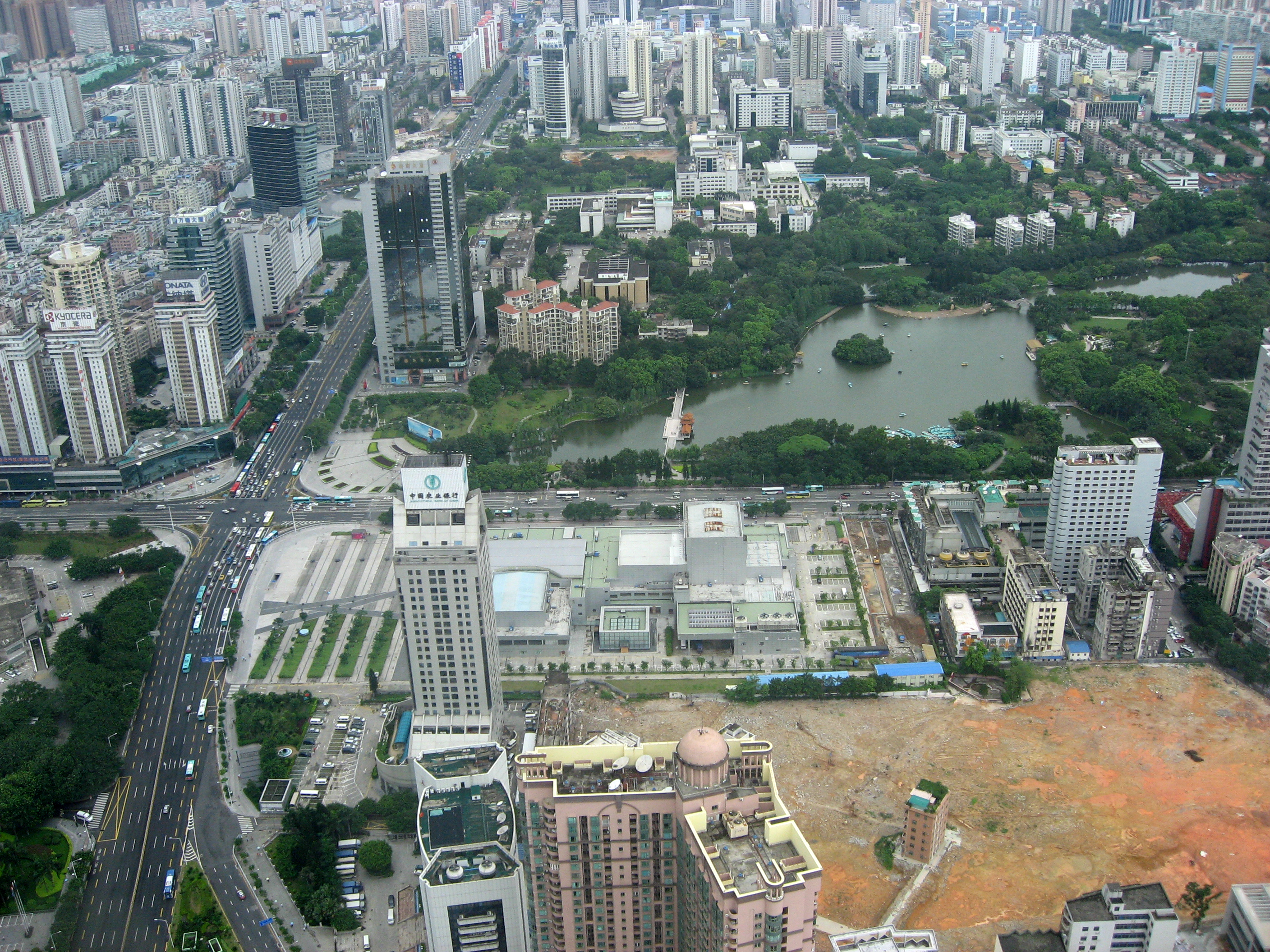
La ampliación de la ciudad china de Shenzhen, una de las de más rápido crecimiento del mundo, fue diseñada mediante planificación urbanística.

El urbanismo es el estudio de cómo los habitantes de áreas urbanas, como pueblos y ciudades, interactúan con el entorno construido, en un periodo de tiempo determinado. Es un componente directo de disciplinas como la planificación urbana, que es la profesión que se centra en el diseño físico y la gestión de las estructuras urbanas.
Muchos arquitectos, economistas, geógrafos, ingenieros, sociólogos, y de forma exclusiva los urbanistas, investigan la forma en que vive la gente en espacios urbanos densamente poblados. Existe una amplia variedad de teorías y enfoques para el estudio del urbanismo. En su conjunto, estudia las relaciones socioeconómicoambientales que tienen lugar dentro del fenómeno urbano.
El término urbanismo se originó a finales del siglo XIX con el ingeniero civil catalán Ildefonso Cerdá, cuya intención era crear una actividad autónoma centrada en la organización espacial de la ciudad.

## El urbanismo y la urbanística
La urbanística es el conjunto de técnicas que derivadas del urbanismo sirven para la intervención urbana, en ellas se sistematizan los procesos urbanos a fin de lograr una eficacia de la intervención urbana. Existen diversas corrientes del pensamiento urbanístico a decir de la planificación estratégica, el planeamiento urbanístico, la renovación urbana, entre otras.
De manera concreta es la acción de urbanización la que interviene en búsqueda de la organización de la ciudad y el territorio.
La denominación de quienes se dedican a esta profesión son los urbanistas, sin embargo de acuerdo a las normas de los países y las regiones estos pueden llamarse planificadores urbanos, peritos en urbanismo, técnicos en urbanismo, ingenieros catastrales. En muchos países, el urbanismo es una especialización o extensión de las profesiones de planificación, geografía, arquitectura o ingeniería civil.
La urbanística es la planificación de los diversos lugares y ambientes en los que se desarrolla la vida material, sentimental y espiritual en todas sus manifestaciones, individuales y colectivas, y comprende tanto los asentamientos urbanos como los rurales. La urbanística no puede someterse en exclusiva a las normas de un esteticismo gratuito sino que su naturaleza es esencialmente funcional.
Generalmente se entiende que el urbanismo no es más que la práctica de la urbanística, la cual es la disciplina científica correspondiente a la ciencia y arte de la planificación urbana. El urbanismo tradicionalmente se ha asociado a la planificación y la arquitectura en cuanto a que estas disciplinas se aplica al conjunto de conocimientos prácticos que proporcionan las bases fundamentales para resolver los problemas de las ciudades. Esta dualidad permite entrever el carácter descriptivo y explicativo de la urbanística como ciencia frente al carácter prescriptivo del urbanismo como práctica o técnica, incluso como arte, aunque ambos enfoques son parcialmente correctos y se realimentan mutuamente.
- Las teorías de la urbanística están en estrecha relación y convergen con otras disciplinas interesadas en el estudio de la ciudad y el territorio y en la intervención sobre ambos como: la planificación la arquitectura, la ingeniería civil, las ciencias políticas, la ecología, la geografía, la economía, el derecho, la sociología, etc., así otras ciencias humanas como: la historia, la antropología, la lingüística, la semiótica, etc.
- Como campo profesional, las prácticas y técnicas de planificación urbana intervienen en la aplicación de las políticas urbanas de equipamientos, de vivienda, de infraestructuras y transporte, de medio ambiente y protección a la naturaleza, de gestión de recursos, etc.

El bienestar de la población (residente o forastera) que habita o se encuentra ocasionalmente en la ciudad o el territorio constituye el objeto último de la urbanización, término que fue acuñado por Ildefonso Cerdá el cual describía así la referida actividad:
«He aquí las razones filosóficas que me indujeron y decidieron a aportar la palabra urbanización, no sólo para indicar cualquier acto que tienda a agrupar la edificación y a regularizar su funcionamiento en el grupo ya formado, sino también el conjunto de principios, doctrinas y reglas que deben aplicarse, para que la edificación y su agrupamiento, lejos de comprimir, desvirtuar y corromper las facultades físicas, morales e intelectuales de hombre social, sirvan tanto para fomentar su desarrollo y vigor como para aumentar el bienestar individual, cuya suma forma la felicidad pública».

## Historia

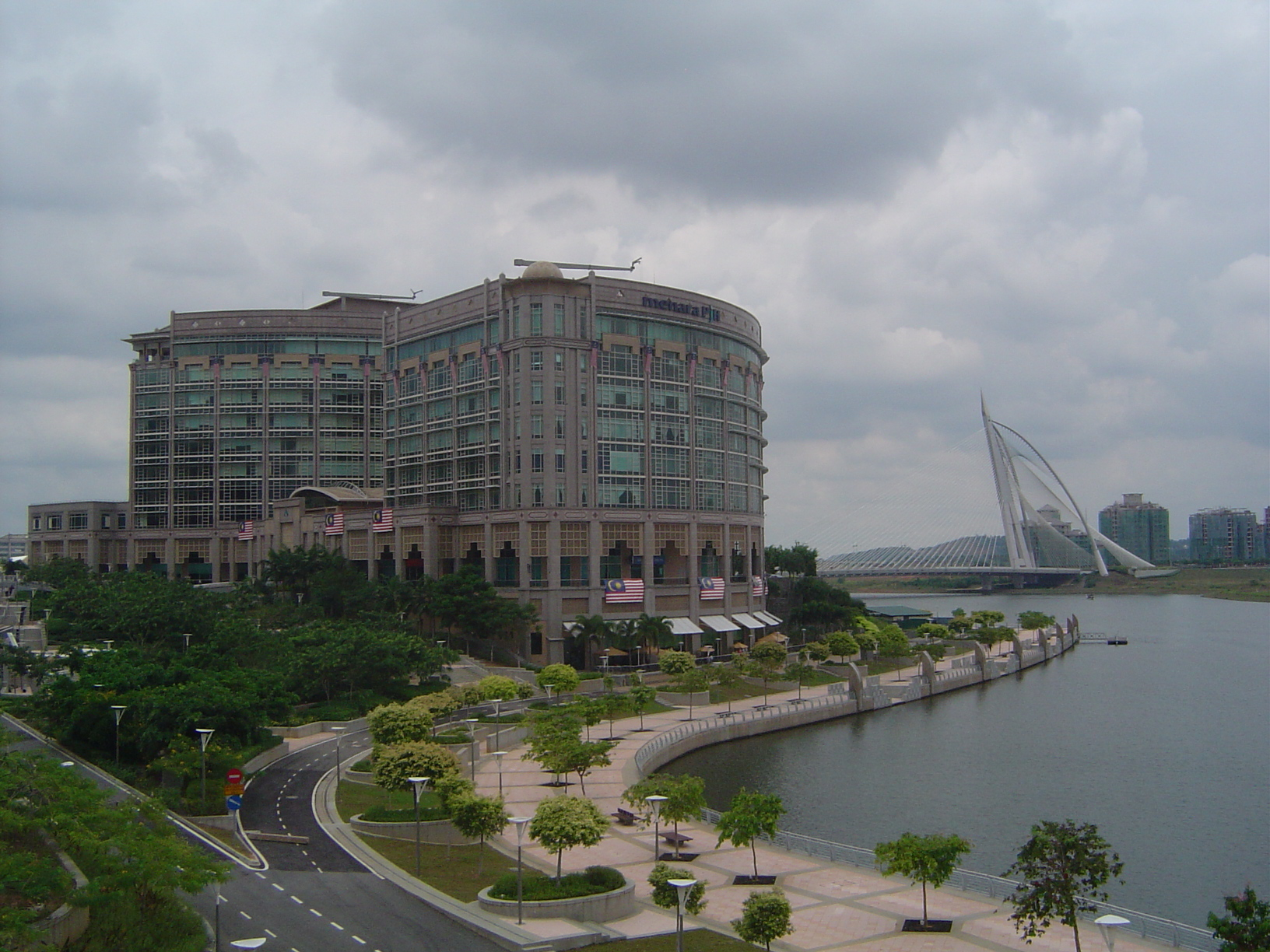
Construida a partir de mediados de los años 1990, Putrajaya, la capital administrativa de Malasia, es una de las capitales más nuevas del mundo.

Hipodamo de Mileto (considerado por muchos el primer urbanista de la historia) hizo el plan urbanístico de El Pireo, el puerto de Atenas, sobre una cuadrícula que ahora se conoce como hipodámica, y que se ha repetido multitud de veces. Nerón también se comportó como un urbanista cuando, tras el incendio de Roma, hizo reconstruir la ciudad sobre un plan distinto del trazado original.
Felipe II recoge varias ideas urbanísticas en las leyes de Indias cuando trata de la construcción de nuevas ciudades en el Nuevo Mundo (proceso en el que España llevó a cabo una de las mayores creaciones de ciudades de nueva planta de la historia). Desde el siglo XV en toda Europa también se fundan ciudades, aunque probablemente en la mayoría la idea directriz era más demostrar el poder del monarca que hacer ciudades útiles, lo que no quita para que haya unas cuantas de gran belleza.
El barón Haussmann diseñó la renovación de París. Camilo Sitte fue el miembro más destacado de la Escuela Urbana de Viena. Otros urbanistas destacados son Otto Wagner. En 1928 tuvo lugar el primer Congreso Internacional de Arquitectura Moderna y en 1947 se aprueba la ley británica de urbanismo (la Town and Country Planning Act 1947), como resultado del New Towns Movement.
A iniciativa del Instituto Superior de Urbanismo de la Universidad de Buenos Aires, en 1949 la Organización de las Naciones Unidas (ONU) declaró el 8 de noviembre Día Mundial del Urbanismo como fecha para recordar acciones necesarias para el bien común como el aumento de parques y zonas recreativas, la remodelación de algunas áreas ciudadanas, la terminación de obras de desarrollo urbano, la descongestión de zonas superpobladas y aquellas medidas que disminuyan la contaminación del aire y del agua. Esta fecha es el inicio de diversas iniciativas para el desarrollo urbano sostenible y un hito para las celebraciones de los urbanistas de todo el mundo.
En 1970, surge la ciudad postmoderna y rebasando el marco en el que por etimología y definición estaba constreñido el urbanismo —la ciudad—, hoy es una disciplina de objetivo mucho más amplio y se utiliza para la ordenación integral del territorio. El urbanismo, sinónimo de planificación y ordenación, se ocupa de proporcionar modelos territoriales sectorializados en los que cada uno de esos ámbitos tiene asignado un desarrollo acorde con sus aptitudes. Así, habrá unos suelos netamente urbanos, otros urbanizables, esto es, susceptibles de llegar a ser urbanos cuando las necesidades de crecimiento y expansión lo determinen y, por fin, suelos no urbanizables sin ninguna expectativa de evolución hacia espacios cívicos.
Con el colapso de la Unión Soviética y el fin de la Guerra Fría simbólicamente representado por la caída del muro de Berlín se fue diluyendo el enfrentamiento bipolar que caracterizó la historia del siglo XX de posguerra. Se acentuaron entonces preocupaciones de índole global, como el cambio climático o el calentamiento global que derivaron por ejemplo en la inclusión del Protocolo de Madrid de 1991 como parte del Sistema del Tratado Antártico. Esta multiplicación de las preocupaciones ambientales incentivó la creación de carreras universitarias conexas y la incorporación del planeamiento urbano en una mirada ambientalista. Si bien es tradicional la premisa que expresa la organicidad de las ciudades el concepto no pasó de una simple enunciación hasta el desarrollo de la teoría que en el marco de la gran historia las explica como organismos y su justificación ontológica como parte de un proceso de generación de entes de complejidad creciente dentro del campo del planeamiento ambiental y que pretende explicar por qué hacia la primera década del siglo XXI la población mundial se ha vuelto mayoritariamente urbana, tal como lo plantea Marcelo Pazos, profesor de Planeamiento Ambiental en la Universidad del Salvador, en Buenos Aires.

## Origen y significado del término «urbanismo»

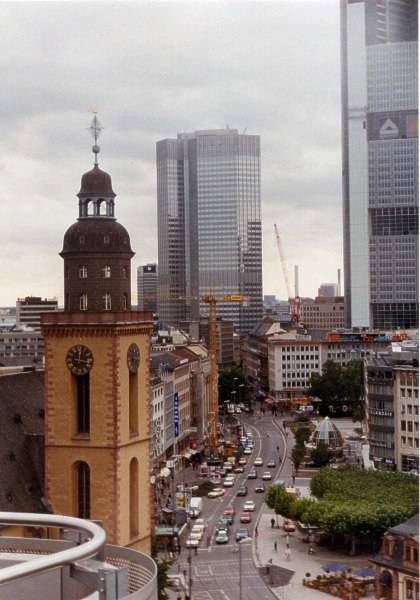
Fráncfort, destruida durante la Segunda Guerra Mundial, reconstruyó algunos edificios centenarios que fueron integrados a la "nueva ciudad".

El término «urbanismo» procede de la palabra latina urbs (‘ciudad’), la cual se desarrolló en la Antigüedad y se refería por antonomasia a la capital del mundo romano, Roma. Aparece por vez primera en el diccionario de la Real Academia Española en 1956, donde se define como «conjunto de conocimientos que se refieren al estudio de la creación, desarrollo, reforma y progreso de los poblados en orden a las necesidades de la vida urbana». Es claro que la idea de poblado no se ajusta a la dimensión actual del urbanismo, siendo la idea de ciudad, en el sentido moderno del término, la que se adecúa más al campo de esta disciplina.
Lo urbano tiene una condición que más profundamente distingue la vida moderna de aquella tradicional-rural, no es una condición espacial ni una delimitación demográfica o productiva, sino una conducta, una forma de vida, que está determinada por las singulares características de la ciudad en tanto entidad material: específicamente su tamaño, densidad y heterogeneidad. Lo urbano es el efecto que el tamaño, la densidad y la heterogeneidad de la ciudad tienen sobre el carácter social de la vida colectiva.
Aunque el término urbanismo se utilizó inicialmente para designar todos los fenómenos de ordenación urbana, a medida que el fenómeno constructivo y edificatorio ha traspasado el espacio propiamente urbano, dicho término ha sido desplazado en la práctica por el de ordenamiento territorial cuando se quiere hacer referencia a intervenciones en suelos extra urbanos, donde entran en juego intereses supralocales protegidos desde instancias públicas superiores: defensa nacional, carreteras, medio ambiente, etc. En España, el término Ordenación del Territorio se emplea también para la planificación en ámbitos supramunicipales, en los que generalmente existen relaciones funcionales importantes entre los municipios y se aprecia la necesidad de coordinar los planes urbanísticos municipales.
En la actualidad el término urbanismo se aplica a la ordenación urbana; a todos los conocimientos relacionados con la construcción de ciudades o núcleos urbanos, y se distingue del término “urbanización”, el cual está, hoy en día, directamente relacionado con los procesos constructivos, pero no con la ordenación urbana. El término ordenación del territorio se utiliza, en cambio, para designar la actividad urbanística orientada a la planificación del suelo interlocal, desde una óptica más amplia de ordenación espacial, abarcando ámbitos de carácter rural.

## La profesión de Urbanismo
En el mundo desde hace varias décadas, el urbanismo se imparte en las universidades como disciplina liberal e independiente de otras profesiones. Podemos encontrar más de 100 universidades de distintos países, que brindan esta carrera universitaria empleando denominaciones como: Urbanismo, Licenciatura en Urbanismo, Planificación del Territorio y Medio Ambiente, Ingeniería Urbana, Planeamiento Urbano, Planificación de Ciudades, Urbanística y Medio Ambiente, Topografía urbana, entre otros.
En Latinoamérica, el primer programa de estudios conducente a Maestría en Planificación en las áreas de Planificación Urbana y Territorial, Sociedad y Ambiente y en Desarrollo Económico y Comunidad fue la Escuela Graduada de Planificación de la Universidad de Puerto Rico - Recinto de Río Piedras, creado el 30 de abril de 1965. Este programa se encuentra acreditado por el Planning Accreditation Board (PAB), el  American Institute of Certified Planners (AICP) y el Association of Collegiate Schools of Planning (ACSP) (enlace roto disponible en Internet Archive; véase el historial, la primera versión y la última)., entre otros.  Es requisito para ejercer en Puerto Rico pasar examen de revalida para la obtención de licencia otorgada por la Junta Examinadora de Planificadores Profesionales de Puerto Rico Archivado el 27 de febrero de 2020 en Wayback Machine.. Posteriormente, a nivel licenciatura se implantó la carrera de urbanismo en la Universidad Simón Bolívar de Venezuela;luego la carrera se implementó en México; en la máxima casa de estudios, Universidad Nacional Autónoma de México (UNAM), Universidad Autónoma Metropolitana (UAM)‚ la Universidad Autónoma de la Ciudad de México (UACM)‚ en el Centro Universitario de Arte, Arquitectura y Diseño de la Universidad de Guadalajara, México. En la Argentina se dicta la Licenciatura en Urbanismo en la Universidad Nacional de General Sarmiento (UNGS). Brasil y en Colombia se implantó el Programa de Gestión y Desarrollo Urbanos en la Universidad del Rosario y el Programa de Urbanismo en la Universidad de La Salle (Bogotá). y en la Universidad Mayor de San Simón. El caso europeo es liderado por Países Bajos y Francia y en América del Norte por Canadá.
No obstante, aún perdura la formación de urbanistas como una especialización al nivel de postgrado de disciplinas afines, tales como la planificación, la arquitectura, la ingeniería civil, la ecología, la geografía, la economía y la sociología, entre otras.

## Urbanismo táctico
El urbanismo táctico incluye en la forma en la que las ciudades crecen, interviniendo espacios existentes subutilizados, asignándoles un uso que no es necesariamente de ocupación arquitectónica o permanente, rescatando posibilidades para que los espacios sean utilizados por las personas y valorizar la ciudad. Este tipo de acciones tiene la finalidad de hacer la ciudad un lugar más humano).
El Urbanismo Táctico trata de transformar espacios públicos, barrios, vías, en intervenciones con privilegio al peatón, dejando al vehículo en segundo plano. También proponer estrategias para fomentar medios de transportes alternativos y sustentables. Las intervenciones son realizadas por grupos de acciones, rescatando espacios públicos hechos para el vehículo, cada propuesta es de bajo costo y materiales reciclables. Cada intervención revaloriza la ciudad, propone cuidar el medio ambiente dando un cambio visual a los espacios públicos, también presentar posibles soluciones a problemas de planificación, dando una identidad local de gran impacto.
Mike Lydon se refiere a esta disciplina como «una aproximación deliberada a hacer ciudad, un ofrecimiento de ideas locales para retos de planificación local con compromisos a corto plazo y expectativas realistas, planteando intervenciones de bajo riesgo con posibilidad de altas recompensas».

### Urbanismo táctico en Latinoamérica
En Latinoamérica el urbanismo táctico, comprende acciones de corto plazo para generar cambios de largo plazo, trata de solucionar problemáticas ciudadanas, inequidad, y más.
Por otro lado, busca destacar el valor de lugares públicos dando soluciones livianas, rápidas y baratas hechas por personas con creatividad. Ya sea en el ámbito de la vivienda, la economía local de un barrio o el transporte. Éstas nacen como respuesta frente a un histórico escenario de escasez que hoy se encuentra en un cruce de caminos: entre una heredada informalidad y una necesaria formalización de los procesos urbanos. Esto se refleja en múltiples casos de estudio tales como vendedores ambulantes, ferias libres, ocupaciones de predios por juntas de vecinos o prácticas informales que por falta de canales institucionales o voluntad política, operan de forma reactiva buscando acortar la brecha de inequidad y representatividad en la ciudad.
En América Latina lugares como Chile, Perú, Ecuador y más, replantean lugares públicos transformando en oportunidades para la misma ciudad. Trata de fomentar la participación ciudadana para dar posibles soluciones a las problemáticas sociales, económicas y urbanísticas. Proponer estrategias que impulsen fomentar medios alternativos con materiales reciclables y económicos. Las ciclovías ofrecen rehabilitar calles ocupadas por el vehículo privado y transporte público para mejorar el desarrollo sostenible de barrios, ciudades y más. Es muy importante que en el espacio público los peatones puedan movilizarse sin ninguna dificultad como son las barreras arquitectónicas y automóviles.
Uno de los objetivos del urbanismo táctico en latinoamericana es humanizar los espacios públicos urbanos rehabilitando cada sector dando posibles soluciones a problemas de planificación en las ciudades. Esta estrategia no solo lo pueden realizar urbanistas y arquitectos si no personas dispuestas a dar una nueva visual a espacios públicos promoviendo a utilizar la bicicleta o transporte alternativos, rehabilitando áreas verdes, pintar pasos cebras de colores, privilegiando al peatón.

### Características[13]
- Es un enfoque intencionado y progresivo para promover el cambio.
- Ofrece ideas locales para desafíos en la planificación local.
- Comprende compromisos a corto plazo y expectativas realistas.
- Supone un bajo riesgo, con una posible gran recompensa.
- Desarrolla el capital social entre ciudadanos y construye la capacidad de organización entre instituciones públicas/privadas, ONG’s y sociedad civil.
- Ayuda a generar ciudadanía, ya que estimula el sentido de colaboración entre vecinos, se convierte en un ejercicio de opinión y trabajo comunitario.

### Tipos de Intervenciones en urbanismo táctico
- “Bombardeo de sillas” es una táctica urbana de fácil implementación, con el objetivo de activar el espacio público de forma ágil y experimental.[12]
- “Cine vivo" es una agrupación de cine que trata de un furgón preparado para proyectar una película al aire libre.[12]
- “Biblioteca móvil A47" trata de una biblioteca móvil que transporta más de tres mil libros para su consulta gratuita, además de tener incorporada un espacio para conferencias y proyecciones.[12]
- “Paradero para libros de parques" es un programa de la Secretaría de Cultura, Recreación y Deporte y el Instituto Distrital de las Artes, en convenio con la lectura.[12]
- “Plantón móvil" grupo de flores, arbustos y árboles marchan entre los edificios, el tráfico , transportar por carros, carretillas, bicicletas, mochilas, manos o cabezas, en la búsqueda de su lugar en la ciudad.[12]
- “Malón urbano” el objetivo es invitar a los vecinos a sacar sus mesas a la calle.[12]
- “Jardinería de guerrilla” colocar elementos de jardinería en espacios donde no existe y donde no hay un permiso legal para hacerlo.[12]
- “Calles abiertas” espacios temporales para caminar,ir en bicicleta o asistir a actividades sociales.[12]
- “Cebra de colores” donde calles enteras se convierten en espacio público.[12]
- “Des-pavimentado” quitar pavimento innecesario para colocar área verde.[12]
- “ Parques o tiendas pop-up” espacios residuales que se convierten temporalmente en áreas públicas o comerciales.[12]
- “Iniciativas de mejoras de cuadra” Con materiales baratos o donados en calles comerciales transformándolas en EP, ciclo vías y quitando espacio vehicular.[12]

### Urbanismo inclusivo y regeneración urbana
El urbanismo inclusivo promueve la transformación de barrios deteriorados combinando mejoras físicas con intervenciones sociales y económicas que beneficien directamente a los residentes existentes, buscando evitar la exclusión y la gentrificación. ONU-Hábitat señala que una regeneración urbana inclusiva debe priorizar la reducción de desigualdades espaciales, mejorar la calidad de vida, asegurar la permanencia de los habitantes y fomentar la cohesión comunitaria mediante procesos participativos efectivos.
Un ejemplo ampliamente estudiado en América Latina es el modelo conocido como «urbanismo social» implementado en Medellín, Colombia, durante la alcaldía de Sergio Fajardo (2003-2007). Este enfoque, materializado en proyectos como el Proyecto Urbano Integral (PUI) Nororiental, utilizó recursos públicos provenientes de Empresas Públicas de Medellín para mejorar el transporte público, infraestructura cultural y educativa, así como espacios públicos accesibles. Diversas investigaciones han destacado que el componente clave de su éxito fue la participación ciudadana mediante talleres comunitarios que aumentaron la integración social, la apropiación del espacio público y ayudaron a reducir significativamente los índices de violencia.
En Europa, iniciativas similares han resaltado la importancia de construir capacidades locales durante la regeneración urbana. Housing Europe documentó experiencias en ciudades europeas, destacando casos como el barrio Santa Ana en Italia, donde se enfatizó la necesidad de adaptar las intervenciones a las realidades locales, fomentar la participación comunitaria efectiva, y proporcionar formación y apoyo económico tanto a residentes como a pequeños negocios locales para asegurar una regeneración verdaderamente inclusiva.
También se han formulado propuestas teóricas recientes desde América Latina sobre regeneración inclusiva. En Venezuela, por ejemplo, el investigador y consultor en políticas urbanas Cristofer Correia ha planteado un modelo de regeneración urbana que enfatiza la importancia de la seguridad jurídica en la propiedad de los residentes, la inversión significativa en servicios públicos básicos, la creación de equipamientos sociales (centros de salud, educativos y comunitarios) y la integración económica mediante la regulación y financiamiento del comercio informal. Su libro Regeneración urbana inclusiva (2021), editado por la Universidad Católica Andrés Bello, sustenta sus propuestas en lineamientos de organismos internacionales como ONU-Hábitat y en análisis comparados de experiencias globales de regeneración urbana.

## Urbanismo ecológico
El urbanismo ecológico es una forma de urbanismo que tiene como eje central cuatro objetivos básicos, la compacidad, la complejidad, la eficiencia y la estabilidad.  Tal y como Salvador Rueda define, el urbanismo ecológico proyecta tres planos a la misma escala para resolver formalmente las variables que se encuentran entrelazadas en las ciudades. Como es la biodiversidad y la preservación de valores geográficos y naturales de un territorio, el metabolismo urbano y los servicios y la logística urbana. Esta forma de urbanismo quiere abordar los problemas de la sociedad actual relacionados con la sostenibilidad, repensando los modelos de ocupación urbana.